# Lila Yolanda Andrade
Lila Yolanda Andrade (Ciutat de Mèxic―3 de novembre de 2015) va ser una educadora, escriptora i guionista mexicana. Va estudiar llengua i literatura espanyola havent-se graduat en la Facultat de Filosofia i Lletres en la Universitat Nacional Autònoma de Mèxic.

## Llibres
- 1982, El sabor de las aves
- 2011, La infamia contra la mujer a través de los siglos

## Guions
- 1967, Adriana
- 1969, Tú eres mi destino
- 1986, Herencia maldita
- 1989, Lo blanco y lo negro
- 1995, Bajo un mismo rostro
- 1996, Bendita mentira
- 1997, Mujer, casos de la vida real